# Asota kalaonica
Asota kalaonica là một loài bướm đêm trong họ Erebidae.